# Else Rambausek
Else Rambausek (née le 2 décembre 1907 à Purkersdorf, morte le 14 août 1994 à Vienne) est une actrice et chanteuse autrichienne.

## Biographie
Après le lyzeum, elle étudie à l'académie de musique et des arts du spectacle de Vienne. Elle est dans divers théâtres (par exemple le Fürstlich Reussischen Theater à Gera auprès de Walter Bruno Iltz) et à des théâtres de revue, en particulier dans de l'opérette viennoise et des Singspiele. Elle se fait également un nom en tant que chanteuse, notamment en tant qu'interprète de Wienerliede. Lorsque le Raimundtheater reprend en 1945 avec Das Dreimäderlhaus, elle est l'une des actrices.
L'actrice est au Löwinger-Bühne ou la princesse Bozena dans l'opérette Comtesse Maritza au Seefestspiele Mörbisch en 1959. Elle incarne Celia Peachum dans L'Opéra de quat'sous au Theater an der Wien en 1964. Elle travaille aussi pour la radio.
À partir de 1951, elle joue des rôles de figuration dans des Heimatfilms, les films musicaux et des comédies. Elle incarne généralement des femmes de ménage un peu simples ou d'autres femmes qui ne sont pas prises au sérieux.
Rambausek est l'épouse de Karl Salzer.

## Filmographie
- 1951 : Das Herz einer Frau
- 1952 : Saison in Salzburg (de)
- 1952 : Die Wirtin von Maria Wörth
- 1952 : L'Histoire passionnante d'une star
- 1953 : Die Perle von Tokay
- 1954 : Das Licht der Liebe
- 1955 : An der schönen blauen Donau
- 1956 : Rosmarie kommt aus Wildwest
- 1956 : Die Magd von Heiligenblut (de)
- 1957 : Wie schön, daß es dich gibt
- 1957 : Heiratskandidaten
- 1958 : Les Poupées du vice (de)
- 1958 : Hallo Taxi
- 1958 : Man ist nur zweimal jung (de)
- 1958 : La Maison des trois jeunes filles
- 1959 : Herrn Josefs letzte Liebe (de)
- 1959 : Kein Mann zum Heiraten (de)
- 1960 : Meine Nichte tut das nicht
- 1960 : Das Dorf ohne Moral (de)
- 1961 : Eduard III (TV)
- 1961 : Saison in Salzburg
- 1962 : Der Hochzeitsgast (TV)
- 1962 : Vor Jungfrauen wird gewarnt
- 1962 : Hochzeitsnacht im Paradies
- 1963 : Das Mädl aus der Vorstadt (TV)
- 1966 : Le congrès s'amuse
- 1967 : Astoria (TV)
- 1967 : Wiener Schnitzel
- 1968 : 's Wiesnhendel (TV)
- 1971 : Der Prokurator oder Die Liebe der schönen Bianca (TV)